# Żebrowiec
Żebrowiec (Pleurospermum Hoffm.) – rodzaj roślin należący do rodziny selerowatych. Obejmuje 13 gatunków. Występują one w strefie klimatu umiarkowanego w Europie i Azji. Do flory Polski należy jeden gatunek – żebrowiec górski P. austriacum.

## Morfologia
PokrójOkazałe rośliny zielne, dwuletnie lub byliny, o łodygach kanciasto bruzdowanych.
LiścieOkazałe, blaszka kilkukrotnie pierzasto podzielona.
KwiatyPoligamiczne (męskie i obupłciowe) zebrane w duże baldachy złożone z licznymi baldaszkami. Działki kielicha silnie zredukowane. Płatki korony białe, równej długości i niewycięte na wierzchołku.
OwoceRozłupnie jajowate i spłaszczone z boku, z wystającymi żebrami.

## Systematyka
Pozycja systematyczna
Rodzaj należący do plemienia Pleurospermeae z podrodziny Apioideae Seemann, rodziny selerowatych (Apiaceae Lindl.) z rzędu selerowców (Apiales Lindl.).
Wykaz gatunków
- Pleurospermum albimarginat um H.Wolff
- Pleurospermum angelicoides  (DC.) Benth. ex C.B.Clarke
- Pleurospermum aromaticum W.W.Sm.
- Pleurospermum austriacum (L.) Hoffm. – żebrowiec górski
- Pleurospermum longicarpum R.H.Shan & Z.H.Pan
- Pleurospermum microphyllum  H.Wolff
- Pleurospermum microsciadiu m H.Wolff
- Pleurospermum rivulorum (Diels) M.Hiroe
- Pleurospermum rotundatum (DC.) Benth. ex C.B.Clarke
- Pleurospermum simplex (Rupr.) B.Fedtsch.
- Pleurospermum souliei H.Wolff
- Pleurospermum tripartitum F.T.Pu, R.Li & H.Li
- Pleurospermum uralense Hoffm.